# Классификация сборных команд по регби
| Топ-30 рейтинга на 31 октября 2022                  |                |                |       |
| №                                                   | Подъём/падение | Сборная        | Очки  |
| 1                                                   | ▬              | Ирландия       | 90.03 |
| 2                                                   | ▬              | Франция        | 89.41 |
| 3                                                   | ▬              | ЮАР            | 89    |
| 4                                                   | ▬              | Новая Зеландия | 87.64 |
| 5                                                   | ▬              | Англия         | 86.25 |
| 6                                                   | ▲ 3            | Австралия      | 82.08 |
| 7                                                   | ▬              | Уэльс          | 81.28 |
| 8                                                   | ▬              | Аргентина      | 81.21 |
| 9                                                   | ▼ 3            | Шотландия      | 80.51 |
| 10                                                  | ▬              | Япония         | 77.39 |
| 11                                                  | ▬              | Самоа          | 75.75 |
| 12                                                  | ▬              | Фиджи          | 75.08 |
| 13                                                  | ▬              | Грузия         | 74.51 |
| 14                                                  | ▬              | Италия         | 73.29 |
| 15                                                  | ▬              | Испания        | 69.27 |
| 16                                                  | ▬              | Тонга          | 67.79 |
| 17                                                  | ▬              | Румыния        | 66.33 |
| 18                                                  | ▬              | Уругвай        | 65.97 |
| 19                                                  | ▬              | США            | 65.17 |
| 20                                                  | ▬              | Португалия     | 65.08 |
| 21                                                  | ▬              | Чили           | 61.24 |
| 22                                                  | ▬              | Гонконг        | 61.03 |
| 23                                                  | ▬              | Канада         | 60.99 |
| 24                                                  | ▬              | Намибия        | 60.56 |
| 25                                                  | ▬              | Россия         | 58.06 |
| 26                                                  | ▬              | Бельгия        | 55.97 |
| 27                                                  | ▬              | Бразилия       | 57.84 |
| 28                                                  | ▬              | Нидерланды     | 53.69 |
| 29                                                  | ▬              | Польша         | 53.03 |
| 30                                                  | ▬              | Германия       | 52.79 |
| Изменение позиции — по сравнению с 26 сентября 2022 |                |                |       |
| Полный список на сайте World Rugby                  |                |                |       |

Международный совет регби (IRB) использует два способа классификации сборных команд по регби. Один, традиционный, предполагает разделение на три «яруса»: в первый входят традиционно сильные команды, участники Кубка шести наций и Чемпионата регби; во второй — не столь сильные команды, которые представляют страны, где все же есть сильная регбийная традиция; все прочие сборные отнесены к третьему ярусу. Более новая система, используемая с 2003 года, основана на результатах игр сборных между собой и похожа на рейтинг ФИФА.

## Классификация по ярусам

### Первый ярус
| Северное полушарие                                         | Южное полушарие                                |
| ---------------------------------------------------------- | ---------------------------------------------- |
| - Англия - Ирландия - Италия - Франция - Шотландия - Уэльс | - Австралия - Аргентина - Новая Зеландия - ЮАР |

- Страны Северного полушария участвуют в Кубке шести наций. Страны Южного полушария участвуют в Чемпионате регби.

### Второй ярус
| Тихоокеанский регион             | Северная Америка | Европа             |
| -------------------------------- | ---------------- | ------------------ |
| - Самоа - Тонга - Фиджи - Япония | - Канада - США   | - Грузия - Румыния |

- Тихоокеанские страны участвуют в Кубке тихоокеанских наций. Европейские страны участвуют в Кубке европейских наций.

### Третий ярус
- Австрия
- Азербайджан
- Американское Самоа
- Андорра
- Армения
- Багамские острова
- Барбадос
- Бельгия
- Бермудские острова
- Болгария
- Босния и Герцеговина
- Ботсвана
- Бразилия
- Британские Виргинские острова
- Бурунди
- Вануату
- Венгрия
- Венесуэла
- Гайана
- Гана
- Германия
- Гонконг
- Греция
- Гуам
- Дания
- Замбия
- Зимбабве
- Израиль
- Индия
- Индонезия
- Испания
- Казахстан
- Каймановы острова
- Камбоджа
- Камерун
- Кения
- Китай
- Китайский Тайбэй
- Киргизия
- Колумбия
- Кот-д’Ивуар
- Лаос
- Латвия
- Литва
- Люксембург
- Маврикий
- Мавритания
- Мадагаскар
- Малайзия
- Мали
- Мальта
- Марокко
- Мексика
- Молдова
- Монако
- Монголия
- Намибия
- Нигерия
- Нидерланды
- Ниуэ
- Норвегия
- Объединённые Арабские Эмираты
- Острова Кука
- Пакистан
- Папуа — Новая Гвинея
- Парагвай
- Перу
- Польша
- Португалия
- Россия
- Руанда
- Свазиленд
- Сенегал
- Сент-Люсия
- Сербия
- Сингапур
- Словения
- Соломоновы острова
- Сент-Винсент и Гренадины
- Таиланд
- Таити
- Танзания
- Того
- Тринидад и Тобаго
- Тунис
- Уганда
- Узбекистан
- Украина
- Уругвай
- Филиппины
- Финляндия
- Хорватия
- Чехия
- Чили
- Швейцария
- Швеция
- Шри-Ланка
- Южная Корея
- Ямайка

## Рейтинг
В 2003 году IRB объявил о создании рейтинга, основанного на результатах игр команд между собой. Он еженедельно обновляется. Последнюю версию можно найти на сайте IRB Архивная копия от 11 мая 2016 на Wayback Machine.